# Abdollahi-je Olja
Abdollahi-je Olja (perski: عبدالهي عليا) – wieś w południowym Iranie, w ostanie Fars.
W 2006 roku miejscowość liczyła 597 mieszkańców w 137 rodzinach.